# Claude Gingras
Pour les articles homonymes, voir Gingras.
Joseph Eugène Claude Émilien Gingras, né le 1er juillet 1931 à  Sherbrooke et mort le 30 décembre 2018 à Montréal, est un journaliste et un critique musical québécois.

## Biographie
Natif de Sherbrooke, Claude Gingras est le cadet d'une famille de cinq enfants. Dans cette famille aisée d'un fabricant de meubles, il fut initié à la musique par sa mère pianiste avant d'être confié à un pensionnat, le séminaire Saint-Charles-Borromée.  Il fait des études en sciences sociales à l'Université de Montréal et commence sa carrière en 1952 au journal La Tribune de Sherbrooke. Après avoir collaboré auprès de quelques périodiques, il se joint au journal La Presse dans les années 1950 (plus précisément le 5 avril 1953) où il écrit sa chronique musicale. À ses débuts, en plus de la musique classique et l'art lyrique, il y couvrait les variétés, la chanson populaire, le cinéma et même le ballet. Grand mélomane, il possède une collection de plusieurs dizaines de milliers de microsillons et de disques CD.
Critique musical depuis plus de 60 ans au quotidien montréalais La Presse, il a été témoin de plusieurs événements artistiques montréalais des six dernières décennies, particulièrement en ce qui a trait à la musique classique. Il a notamment suivi l'évolution de l'Orchestre symphonique de Montréal, de l'Orchestre métropolitain, de l'Orchestre de chambre McGill et de l'I Musici de Montréal. Il est considéré par plusieurs comme un critique sévère mais rigoureux.
Il prend sa retraite au journal La Presse en décembre 2015 (plus précisément le 28 décembre 2015).
Au matin du 30 décembre 2018, il meurt d'un cancer des os au CHUM de Montréal.

## Ouvrages et publications
- Cahiers canadiens de musique
- Dictionnaire de vos vedettes
- High Fidelity
- Musicanada
- Musiciennes de chez nous
- Opera Canada
- Notes : 60 ans de vie musicale en confidences et anecdotes